# Niedokrwistość Addisona-Biermera
Niedokrwistość złośliwa (łac. anaemia perniciosa, ang. pernicious anemia), zwana także niedokrwistością Addisona-Biermera (ang. Addison-Biermer anemia) – choroba autoimmunologiczna, objawiająca się jako niedokrwistość niedoborowa wywołana zaburzeniem wchłaniania witaminy B12. Często związana jest z zanikowym zapaleniem błony śluzowej żołądka. W patogenezie schorzenia biorą udział autoprzeciwciała skierowane przeciwko komórkom okładzinowym śluzówki żołądka, wytwarzającym czynnik wewnętrzny IF (lub przeciw temu czynnikowi), którego obecność jest niezbędna do wchłaniania witaminy w jelicie krętym. Najczęściej występuje u ludzi z grupą krwi A.
Choroba Addisona-Biermera jest najczęstszą przyczyną niedokrwistości z niedoboru witaminy B12 u dorosłych.

## Objawy i przebieg
Niedokrwistość złośliwa objawia się jako niedokrwistość megaloblastyczna. Niedobór witaminy B12 dodatkowo może spowodować nieodwracalne zmiany w ośrodkowym układzie nerwowym (sznury tylne i boczne rdzenia kręgowego) przejawiające się ataksją. Spotyka się objawy ze strony przewodu pokarmowego (hipochlorhydria, zanikowe zapalenie błony śluzowej żołądka).

## Rozpoznanie
- Obniżony poziom witaminy B12 w surowicy
- Obecność przeciwciał przeciwko czynnikowi IF lub
- Obecność przeciwciał przeciwko komórkom okładzinowym lub
- Dodatni wynik testu Schillinga

## Leczenie
Leczenie polega na pozajelitowym (drogą iniekcji domięśniowych) podawaniu witaminy B12, początkowo w ilości 1000 μg na tydzień, następnie 100 μg tygodniowo. Inny schemat przewlekłego dawkowania to 1000  μg raz w miesiącu. W razie współistnienia objawów neurologicznych podaje się dawki znacznie większe (np. codziennie 1000  μg), pod kontrolą retikulocytów we krwi obwodowej – po uzyskaniu przełomu retikulocytowego (zwykle 8-10 dni) dawki się zmniejsza do uzyskania poprawy hematologicznej. Po jej uzyskaniu przechodzi się do dawek przewlekłych. Leczenie trwa do końca życia. Przestrzega się przed przedwczesnym podawaniem kwasu foliowego do chwili uzupełnienia braków witaminy B12 – może to maskować objawy chorobowe i przyczynić się do poważnych zaburzeń neurologicznych (np. zwyrodnienie sznurów tylnych rdzenia).